# El Rincón (Herrera)
El Rincón è un comune (corregimiento) della Repubblica di Panama situato nel distretto di Santa María, provincia di Herrera. Si estende su una superficie di 40,4 km² e conta una popolazione di 1.712 abitanti (censimento 2010).